# AMD Excavator
AMD Excavator je procesorová mikroarchitektura, kterou vyvíjí společnost AMD a která v roce 2015 nahradila starší mikroarchitekturu AMD Steamroller.
Již 12. října 2011 odhalila AMD, že Excavator bude 4. generací procesorového jádra založeného na konceptu AMD Bulldozer. Kódové jméno CPU (přesněji APU) založeném na architektuře Excavator bude Carrizo a jeho uvedení na trh se plánuje na rok 2015. Pro procesory této architektury AMD původně zamýšlela výrobní procese 20 nanometrů, později ale zvolila 28 nm. APU Excavator má podporovat nejnovější instrukční sady jako SSE4.1, SSE4.2, AES, PCLMUL, AVX, BMI1, F16C, MOVBE, AVX2, BMI2 a RDRAND, z čehož podpora 256bitové AVX2 naznačuje přepracování koprocesoru (jeho sběrnice), potažmo celého jádra typu Bulldozer, s potenciálem dalšího navýšení rychlosti. Taktéž má přijít s paměťovými ovladači pro DDR3 a DDR4 – zatím neznámo zda na stejné vrstvě nebo vzájemně výlučnými. Server ExtremeTech v prosinci 2013 zaspekuloval nad uniklými materiály o AMD, že Excavator může být poslední architekturou instrukční sady x86 (CISC).
Zdá se, že AMD s čipem Excavator konečně využila výhody a rezervy architektury založené na Bulldozeru. S odladěnou architekturou CPU, GPU GCN a celou HSA (heterogenní systémovou architekturou) opravdu může dělat z počítače založeného na čipech AMD slušný stroj, jak z hlediska spotřeby, tak i pro využití ve hrách.